# Johann Heinrich Tanner
Johann Heinrich Tanner (1799 - 1875) was een Zwitsers politicus. Tanner was van 28 april 1844 tot 26 april 1846 en van 30 april 1848 tot april 1850 Regierend Landammann, dat wil zeggen regeringsleider, van het kanton Appenzell Ausserrhoden. 